# IC 298
IC 298 (auch bekannt als Arp 147) ist ein Galaxienpaar im Sternbild Walfisch, das etwa 431 Millionen Lichtjahre von der Milchstraße entfernt ist. Ein Teil von IC 298 ist eine der seltenen Ringgalaxien, welche durch den Zusammenstoß dieser beiden Galaxien entstanden ist. Halton Arp gliederte seinen Katalog ungewöhnlicher Galaxien nach rein morphologischen Kriterien in Gruppen. Diese Galaxie gehört zu der Klasse Galaxien mit assoziierten Ringen.
Das Galaxienpaar IC 298 wurde am 29. Dezember 1893 von dem französischen Astronomen Stéphane Javelle entdeckt.